# 独花报春
独花报春（学名：Omphalogramma vinciflorum）为报春花科独花报春属下的一个种。